# Système éducatif au Burundi
Le système éducatif burundais concerne l'ensemble des institutions publiques comme privées, au Burundi, ayant fonction d'assurer et de développer le système éducatif sur l'ensemble du territoire du pays.

## Historique
- 1962 :

Dès la déclaration d'indépendance de l'état burundais, le système éducatif s'est mis en place autour de l'organisation religieuse, qui était déjà très présente.
Le système éducatif burundais, tel que perçu et organisé par l’Église, apparaît comme un système à deux voies bien distinctes l'une de l'autre.
D’une part, un enseignement non formel et de masse, ouvert aux adultes et aux jeunes désireux d’avoir le baptême, un enseignement centré sur l’apprentissage de la bible, de la lecture et de l’écriture; d’autre part un enseignement formel très sélectif, très coûteux à partir du secondaire et déséquilibré, avec cependant un contenu et certaines structures calqués sur le modèle belge.
- 1973 :

La réforme scolaire probablement la plus marquante de l'histoire du pays est celle de 1973. Elle prévoyait qu’en 1989, 84 % des enfants de sept ans, l’âge légal d’enrôlement à l’école primaire, seraient inscrits. Cette réforme avait aussi pour objectif de développer une éducation qui tienne compte des spécificités culturelles nationales, car celle qui était dispensée jusque-là s’inspirait largement des réalités des puissances coloniales successives au Burundi (allemande, puis belge).
C’est pour cette raison que les concepts de « kirundisation » et de « ruralisation » ont été introduits. Les décideurs politiques d’alors avaient estimé que l’impact de cette stratégie linguistique sur les performances scolaires serait important.
- 1980 :

Avec l’appui de la Coopération technique belge, l’Institut Pédagogique (I.P.) fut créé, avec une formation maximale de deux ans après les Humanités Générales (équivalent baccalauréat). L’objectif était d’accroître les effectifs des enseignants du premier cycle du secondaire.
- 1982 :

La réforme de 1982 a introduit la double vacation des maîtres et des locaux et a marqué un pas décisif dans la promotion de l’accès à l’éducation au Burundi.
- Elle permit de doubler les effectifs scolaires au niveau primaire en moins de 10 ans[1].
- Au niveau secondaire, on note la création des Écoles de Formation des Instituteurs (EFI), remplaçant les Écoles Normales et des Écoles Moyennes Pédagogiques. Les EFI ont été remplacées par les Lycées Pédagogiques avec une formation de deux ans après le tronc commun.
- Au niveau supérieur, l'innovation principale fut la fusion de l’École Normale Supérieure et l’Université Officielle de Bujumbura, deux institutions lésées par la période de colonisation afin de créer l’Université du Burundi (U.B.).

- 1993 :

Le système éducatif burundais a été profondément touché par la guerre civile burundaise de 1993. Baisse des dotations, baisse des salaires enseignants et non-scolarisation d'une partie de la population laissa des traces au-delà de la réforme du système scolaire de 1997. Ainsi, en 2004, le niveau des dépenses publiques en matière d'éducation n'avait toujours pas rattrapé celui d'avant la crise de 1993.
- 2005 :

Suppression effective des frais de scolarité pour l'accession au primaire.
- 2006 :

Entrée du kiswahili et de l'anglais dans le système éducatif du primaire (les langues d'enseignements au primaire et au secondaire restant le kirundi et le français).
- Depuis 2012 :

Le Burundi est engagé dans une profonde réforme de son système éducatif dans le cadre d’un nouveau plan sectoriel de développement de l’éducation et de la formation professionnelle (PSDEF) 2012-2020. Cette nouvelle stratégie, qui consacre notamment le passage à un enseignement fondamental de 9 années, est soutenue par les partenaires techniques et financiers de l'état, notamment à travers le Fonds commun pour l’éducation (FCE).

## Schéma de la pyramide du système d'enseignement au Burundi

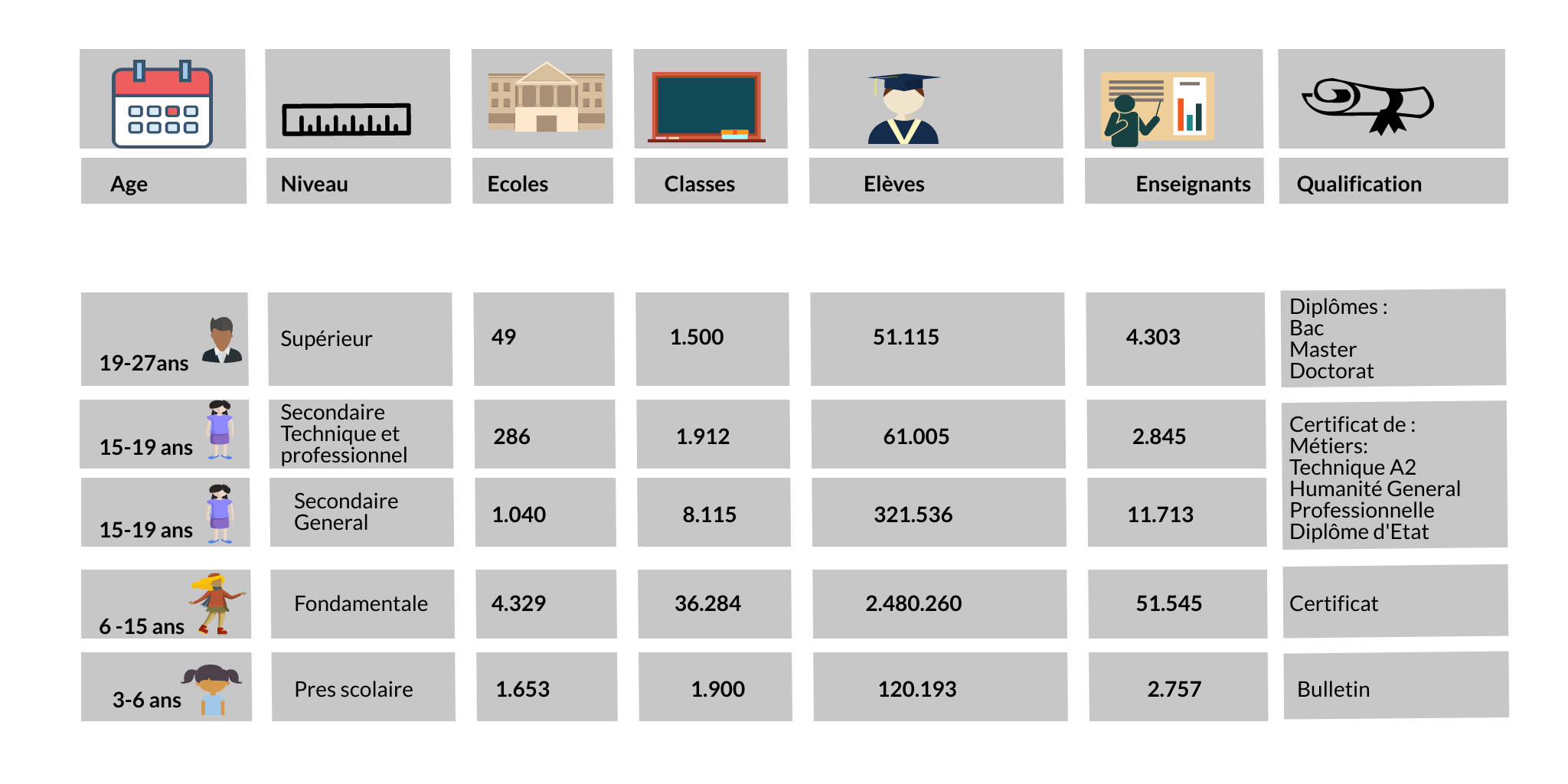
Système d'enseignement: âge d'entrée, infrastructures, effectifs et qualification

## Enseignement primaire
Si des progrès ont été faits au Burundi pour un meilleur accès des plus jeunes à l'éducation, plus de la moitié des enfants scolarisés en primaire sortent encore du système scolaire avant la 5e année d'enseignement selon une enquête de la Banque mondiale.
La scolarisation primaire universelle au Burundi n'est donc pas encore à portée de main. Le taux de rétention dans le primaire avoisine les 37 %, ce qui veut dire qu'environ 63 % de ceux qui commencent ce cycle d'étude ne le terminent pas.
Pour les familles, la décision d’envoyer un enfant à l’école et de l’y laisser jusqu’à ce qu’il termine le cycle commencé dépend de l'équilibre entre les bénéfices attendus et les coûts que ceci entraîne. Les coûts de la scolarité au Burundi ne sont pas seulement monétaires (l'éducation primaire y est gratuite) mais aussi d’opportunité, du fait que l’enfant scolarisé ne participe pas aux travaux domestiques. La détérioration de cet équilibre bénéfices-coûts entraine le plus souvent un retrait précoce de l'école.
Une autre raison pour laquelle cet équilibre éducatif peut se dégrader est le redoublement, qui est chronique dans tout le système éducatif burundais. Lorsqu’un enfant doit redoubler une classe, le coût des études relatives au cycle complet s’accroît pour la famille. En même temps, le bénéfice anticipé diminue car le redoublement envoie un signal que l’enfant n’apprend pas suffisamment bien et qu’il est possible qu’il ne retire jamais tous les bénéfices anticipés de son éducation.
Selon une enquête internationale sur les apprentissages, un échantillon d’élèves du CM1 a été soumis au test standardisé MLA. Les résultats ont montré que le Burundi était très performant puisqu’il se situait au-dessus de la moyenne constatée dans les 26 pays africains testés: le score moyen burundais était de 69 comparé à un score moyen de 50 pour l’ensemble des pays de l'étude.
Une autre méthode d’évaluation des apprentissages est de mesurer la part des élèves qui conservent les connaissances apprises lorsqu’ils sont adultes, afin de tester, entre autres, si ceux qui ont fréquenté un système éducatif particulier ont acquis des compétences de manière durable. Selon l’enquête QUID, au Burundi 89 % des adultes ayant reçu six années d’enseignement primaire sont capables de lire sans difficultés, score qui doit être comparé aux 72 % observés en moyenne pour 12 pays d’Afrique subsaharienne.
Néanmoins, compte tenu du taux  élevé de redoublement au Burundi (près de 30 % dans le primaire), il y a des marges de manœuvre importantes pour réduire les abandons en abaissant le taux de redoublement.

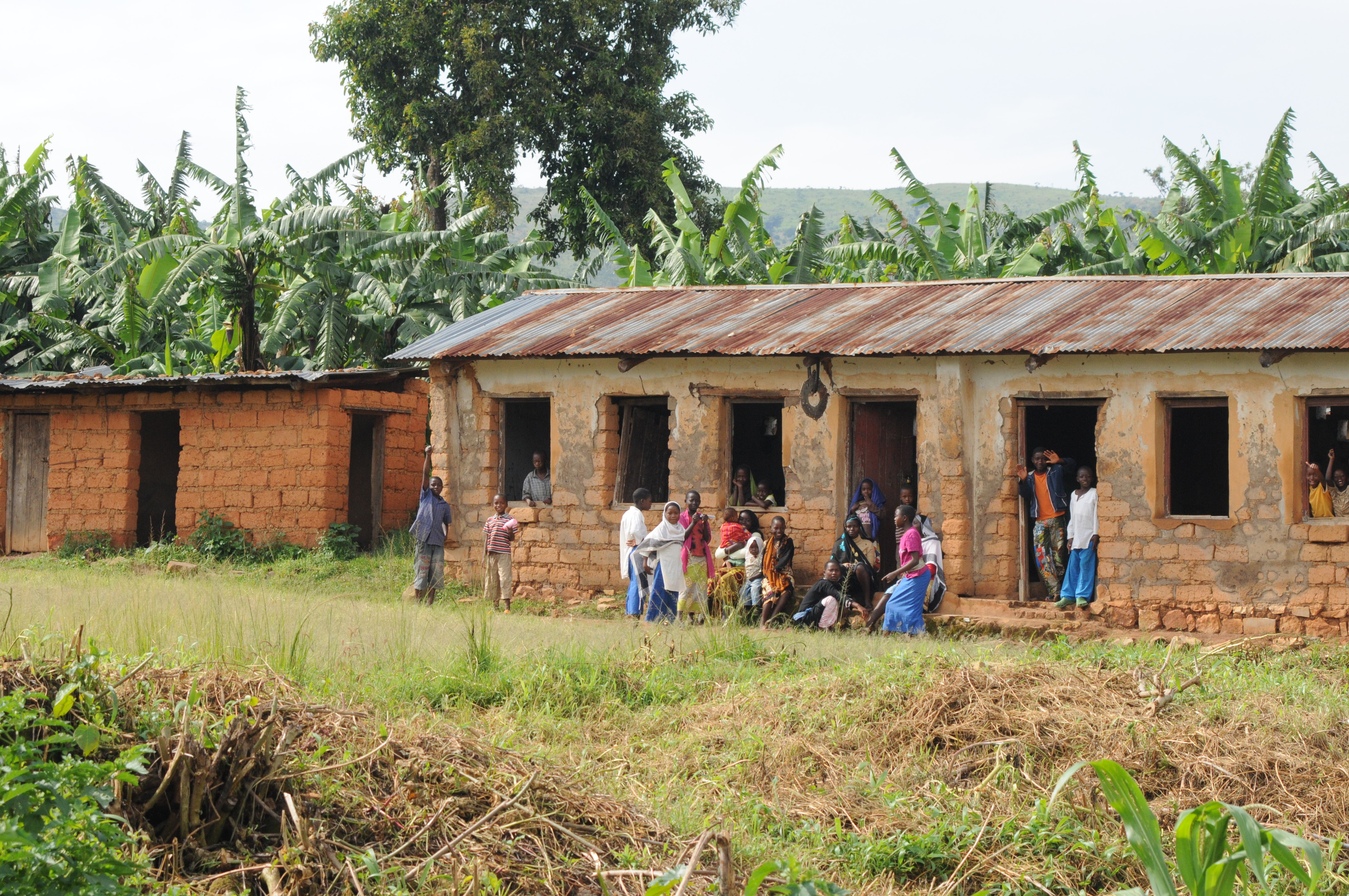
The madrasa in Ruyigi - toilets on the left side (6777094242)

## Enseignement secondaire
Le système secondaire au Burundi est payant.
Après l'école primaire, l'enfant poursuit son enseignement au sein d'un établissement secondaire.
Grâce à la mise en place de l'enseignement fondamental, la passation d'un concours national d'orientation et de certification à l'enseignement post-fondamental en 9e année (équivalent de la quatrième) est obligatoire pour pouvoir accéder à la 1re (équivalent de la seconde,la 3e ayant été supprimé). La note minimale sera à chaque fois décidée par le Ministère de l'enseignement supérieure.
Après la terminale, l'obtention du diplôme d'Etat se fait après la passation d'un Examen d'Etat (équivalent du Bac) qui donnera également le droit d’accéder à une université ou à une institution.

## Écoles secondaires d'excellence
Au cours du mois de septembre 2016, le ministre de l’éducation burundaise (Mme Janvière Ndirahisha) annonce la création de six écoles d'excellence qui sont des écoles à régime d'internat (lycées). Dans ces écoles, les élèves seront regroupés en fonction de leur province d'origine. Ces 6 lycées sont : – Musenyi en province de Ngozi (pour les élèves des provinces de Ngozi, Kayanza, Kirundo et Muyinga) ; - Lycée MUSINZIRA (pour les élèves des provinces Gitega, Karuzi, Muramvya et Mwaro) ; – Kiremba sud en province de Bururi (pour les élèves des provinces Rumonge, Bururi et Makamba) ; – Rusengo en province de Ruyigi  (pour les élèves des provinces de Ruyigi, Cankuzo et Rutana) ; – Saint Marc en mairie de Bujumbura et Ngagara en mairie de Bujumbura (pour les élèves des provinces de Bujumbura, la mairie de Bujumbura, Bubanza et Cibitoke).
Les élèves qui y étudieront seront ceux sortant du primaire (entamant le cycle fondamental) et ceux sortant du cycle fondamental (entamant l'enseignement post-fondamental (donc le lycée)).

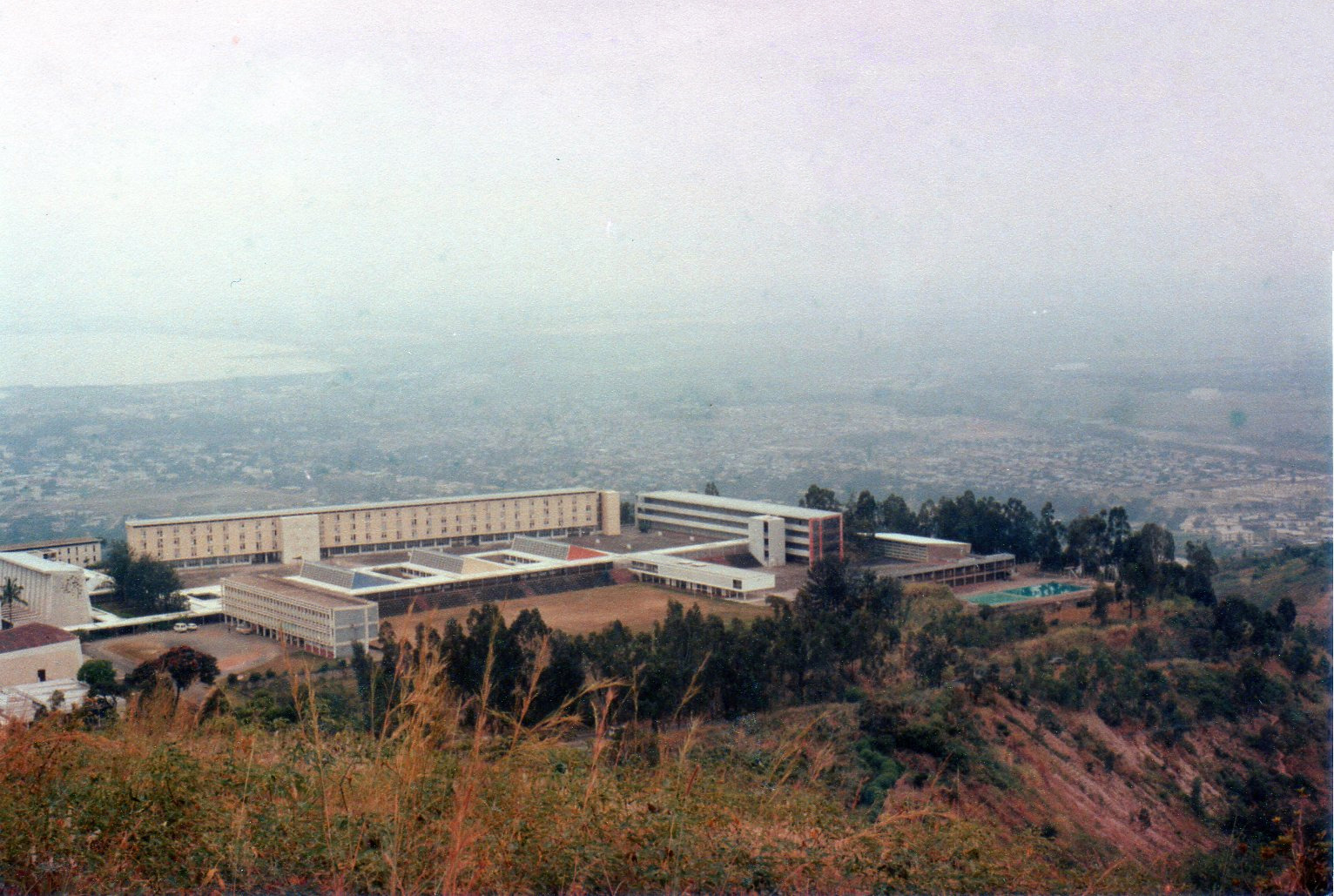
Bujumbura university campus (3079048511)

Pour les élèves sortant du primaire, ils y seront admis après la passation d'un concours auquel seuls les 3 premiers élèves de chaque classe auront le droit de participer. Seuls 15 élèves par province seront choisis selon la note obtenue à ce concours. Ce sera un test de Français et de Mathématique qui déterminera les meilleurs élèves burundais parmi ceux classés dans les 3 premiers de leurs classes.
Pour les élèves du cycle fondamental (collège), ils y seront admis selon la note obtenue au concours d'orientation et de certification à l'enseignement post-fondamental. Là aussi, seuls 15 élèves par province seront choisis.

## Enseignement universitaire
Le cursus universitaire au Burundi dure de deux à quatre ans, divisés en trois ans de licence (Licence 1, 2, 3) et un an de Master (Maîtrise) après lequel l'étudiant est admis à passer une soutenance de mémoire.
Parmi les principales universités du pays, on compte :
- l'université du Burundi ;
- l’université Espoir d'Afrique ;
- l'université du Lac Tanganyika ;
- l'université Lumière de Bujumbura (ULBU) ;
- l'université Sagesse d'Afrique ;
- l'université de Mwaro ;
- l'université de Ngozi ;
- l'université polytechnique de Gitega (UPG) ;
- l’université polytechnique intégré de Cibitoke (UPI).

## Dysfonctionnements
Les enseignants se plaignent régulièrement de la faible dotation d'état concernant le versement de leur salaires ou de retards dramatiques en matière de paiement des fonctionnaires enseignants de la République du Burundi. En effet, dans une étude datant de 2001, 84 % des enseignants précisent que leur salaire est insignifiant au regard des exigences de la vie actuelle. Ils comparent leur salaire à une aide humanitaire, vu sa modicité par rapport aux besoins et aux coûts de la vie dans le pays. Un enseignant du primaire signale que son salaire mensuel ne couvre pas 1/5 de ses besoins vitaux si on le compare à l’indice des prix des produits en général et ceux de première nécessité en particulier.
Tableaux récapitulatifs des salaires des enseignants burundais par niveau d'étude et d'enseignement, en 2001:
- Primaire:

| Niveau de formation | Salaire net mensuel (en Francs burundais) |
| ------------------- | ----------------------------------------- |
| Non-qualifié        | 15 815                                    |
| 10e                 | 17 587                                    |
| D4                  | 24 329                                    |
| D6                  | 24 715                                    |
| D7                  | 31 620                                    |

- Secondaire:

| Niveau de formation                                    | Salaire net mensuel (en Francs burundais) |
| ------------------------------------------------------ | ----------------------------------------- |
| Non-qualifié de niveau candidature                     | 37 386                                    |
| Non qualifié de niveau Licence 1 ou 2 (sans mémoire)   | 40 813                                    |
| Institut de pédagogie appliquée (3 ans après le lycée) | 46 881                                    |
| Licence                                                | 47 465                                    |
| Ingénieur                                              | 51 665                                    |

De plus, depuis la suppression effective des frais à la scolarisation primaire en 2005, les effectifs ont bondi. Parfois faisant passer les effectifs par classe de 40 avant 2005 à 200 après cette période. Une enseignante de Matana explique:
"On a mis la charrue avant les bœufs. Il aurait été mieux de construire les écoles, de recruter de nouveaux enseignants et de multiplier les livres avant de prendre pareille décision. Aujourd’hui les effectifs d’écoliers sont passés de 40 à 200 par classe et on se retrouve en train d’éduquer des enfants de 7 ans avec d’autres de 20 ans !"